# (78429) Baschek
(78429) Baschek est un astéroïde de la ceinture principale.

## Description
(78429) Baschek est un astéroïde de la ceinture principale. Il fut découvert le 18 août 2002 à l'observatoire Palomar par Sebastian F. Hönig. Il présente une orbite caractérisée par un demi-grand axe de 2,98 UA, une excentricité de 0,10 et une inclinaison de 9,7° par rapport à l'écliptique.

## Compléments